# Open Comunidad de Madrid 2025
L'Open Comunidad de Madrid 2025 è stato un torneo maschile di tennis professionistico. È stata la 4ª edizione del torneo, facente parte della categoria Challenger 100 nell'ambito dell'ATP Challenger Tour 2025, con un montepremi di 145 000 €. Si è giocato dal 7 al 13 aprile 2025 sui campi in terra rossa del  Club de Campo Villa de Madrid di Madrid, in Spagna.

## Partecipanti

### Teste di serie
| Nazionalità | Giocatore           | Ranking* | Testa di serie |
| ----------- | ------------------- | -------- | -------------- |
| Croazia     | Borna Ćorić         | 96       | 1              |
| Bolivia     | Hugo Dellien        | 102      | 2              |
| Regno Unito | Billy Harris        | 103      | 3              |
| Kazakistan  | Aleksandr Ševčenko  | 105      | 4              |
|             | Pavel Kotov         | 107      | 5              |
| Spagna      | Pablo Carreño Busta | 116      | 6              |
| Francia     | Valentin Royer      | 116      | 7              |
| Croazia     | Marin Čilić         | 118      | 8              |

* Ranking al 31 marzo 2025.

### Altri partecipanti
I seguenti giocatori hanno ricevuto una wild card per il tabellone principale:
- Pablo Carreño Busta
- Miguel Damas
- Daniel Mérida

Il seguente giocatore è entrato in tabellone come special exempt:
- Pol Martín Tiffon

I seguenti giocatori sono entrati in tabellone come alternate:
- Ignacio Buse
- Daniel Rincón

I seguenti giocatori sono passati dalle qualificazioni:
- Jakub Paul
- Bernabé Zapata Miralles
- Oriol Roca Batalla
- Norbert Gombos
- Lorenzo Giustino
- Zsombor Piros

Il seguente giocatore è entrato in tabellone come lucky loser:
- Nick Hardt

## Punti e montepremi
| Torneo    | Torneo              | V      | F     | SF    | QF    | 2T    | 1T    | Q | Q2  | Q1  |
| Singolare | Punti               | 100    | 50    | 25    | 14    | 7     | 0     | 4 | 2   | 0   |
| Singolare | Premi in denaro (€) | 16 020 | 9 415 | 5 555 | 3 240 | 1 900 | 1 160 | – | 580 | 290 |
| Doppio    | Punti               | 100    | 50    | 25    | 14    | –     | 0     | – | –   | –   |
| Doppio    | Premi in denaro (€) | 6 845  | 4 050 | 2 400 | 1 420 | –     | 800   | – | –   | –   |

## Campioni

### Singolare
Kamil Majchrzak ha sconfitto in finale  Marin Čilić con il punteggio di 6–3, 4–6, 6–4.

### Doppio
Francisco Cabral /  Lucas Miedler hanno sconfitto in finale  Jakub Paul /  David Pel con il punteggio di 7–6(2), 6–4.